# 南方公园：流量大战
《南方公园：流量大战》（英語：South Park: The Streaming Wars）是一部美国成人动画喜剧电视电影，由特雷·帕克指导。这是为派拉蒙+所制作的第三部电影。电影于2022年6月1日独家上线派拉蒙+平台。
卡特曼与母亲因为分歧而发生争执，而一场威胁南方公园生存的史诗般的冲突正在展开。

## 剧情
丹佛市遭遇了旱灾，市民忧心忡忡，而上游的南方公园小镇还靠着山上的融雪水而水量充足。Stan 的爸爸开了家大麻农场，使用了大量水来浇灌作物。这天来了个自称水资源管理部门的政府官员，提议说如果 Randy 能节约一半的用水，就可以把省下来的水拿来卖给丹佛市民。为了证明水确实来自 Randy 的农场，Stan 和对门的 Todd 做了艘小船，从农场放入河中，一路漂到了丹佛。之后，山上的各个农场都开始了自己的 Streaming Service（流量服务），丹佛的有钱人也到山上来买地开设自己的雪水流量服务。
与此同时，Cartman 不满妈妈和他所住的热狗店，看到丹佛的一个有钱男人买了热狗店对面的地盖房，心生一计，想让自己的妈妈去丰胸勾引有钱人，就可以住到新盖的大房子里了，但苦于筹集不到丰胸手术所需的10000美元，于是参与了小伙伴们的造小船生意，并骗他们说自己妈妈生病了要做手术，需要10000美元手术费，善良的大伙儿决定把自己的份额也先让给 Eric 帮他渡过难关……